# Wixia
Wixia este un gen de păianjeni din familia Araneidae.
Cladograma conform Catalogue of Life:
| Wixia | \| \| Wixia abdominalis \| \| \| \| \| \| Wixia tenella \| \| \| \| |
|       | \| \| Wixia abdominalis \| \| \| \| \| \| Wixia tenella \| \| \| \| |
|       | Wixia abdominalis                                                   |
|       |                                                                     |
|       | Wixia tenella                                                       |
|       |                                                                     |